# Braunmühle (Treffelstein)
Braunmühle ist ein Ortsteil der Gemeinde Treffelstein im Oberpfälzer Landkreis Cham, Bayern.

## Geographische Lage
Die Einöde Braunmühle liegt etwa 1,5 km nordöstlich von Treffelstein am Braunmühlbach, der ungefähr 1,5 km weiter nördlich in der Steinlohe entspringt und 2,5 km weiter südlich in den Biberbach mündet.

## Geschichte
In einer Meldung der Landesdirektion wurde Braunmühle am 2. Mai 1806 als zur Filiale Biberbach gehörig mit 10 Einwohnern aufgeführt.
1837 war die Braunmühle im Diözesanmatrikel mit einem Haus und 10 Einwohnern aufgeführt.
Sie kam am 1. Oktober 1840 vom Landgerichtsbezirk Neunburg vorm Wald zum königlichen Landgericht Waldmünchen.
1845 wurde notiert, dass es in Braunmühle 2 Hausnummern mit 12 Einwohnern gab.
Die Einwohner von Braunmühle trieben Flachsbau und Viehzucht, besonders Schweinezucht mit gutem Erfolg.
Die Mühle stand im Wald und gehörte früher zum Schloss Treffelstein.
1863 war die Braunmühle im Diözesanmatrikel mit einem Haus und 16 Einwohnern als zu Treffelstein gehörig aufgeführt.
Zum Stichtag 23. März 1913 (Osterfest) wurde Braunmühle als Teil der Expositur Treffelstein mit 3 Häusern und 20 Einwohnern aufgeführt.
Am 31. Dezember 1990 hatte Braunmühle einen Einwohner und gehörte zur Pfarrei Treffelstein.